# 張啓元 (順治進士)
張啟元（1618年10月12日—17世紀），號沁濱，山西澤州沁水縣人，清朝政治人物。

## 生平
順治二年（1645年）乙酉科山西鄉試第十八名舉人，三年（1646年）中式丙戌科會試第一百五十三名，三甲第二百六十名進士。工部觀政，四年（1647年）授禹城縣知縣，七年（1650年）改祁州判官，升漢中府推官。

## 家族
曾祖張九資；祖父張進福；父張承選。